# Virgen niña dormida (Zurbarán)
Virgen niña dormida es el tema de tres lienzos de Francisco de Zurbarán que componen las referencias 237, 238, 246 en el catálogo razonado y crítico, realizado por la historiadora del arte Odile Delenda,

## Introducción
Los evangelios canónicos no relatan la infancia de la Virgen. Algunos evangelios apócrifos —Protoevangelio de Santiago y Evangelio del pseudo-Mateo— narran, entre otros aspectos, que la Virgen se había educado, a partir de los tres años, realizando labores de costura con otras doncellas en el Templo de Jerusalén. Algunos exegetas ven en ello un eco del versículo 24:10 del Eclesiástico: «He servido ante Él en el santuario, y en Sion me establecí». La Iglesia de la Contrarreforma se mostró tolerante con estos relatos, siempre que no contuvieran nada contra la Fe. Zurbarán pintó varios lienzos dedicados a la infancia y a la vida familiar de María. La niña de las presentes obras parece la misma que la de Virgen niña en éxtasis y recuerda a la de la Familia de la Virgen, aunque la vestimenta que lleva en la presente obra difiere de la de las otras dos, que son muy parecidas.

## Análisis de las obras

### Versión de una colección privada

#### Datos técnicos y registrales
- Actualmente en una colección privada;
- Pintura al óleo sobre lienzo;
- Dimensiones: 103 x 90 cm;;
- Datación: ca.1655;
- Restaurado en 1999-2000 por Sylvaine Brans;
- Catalogado por O. Delenda con el número 237.[5]

#### Descripción de la obra
La presente obra es probablemente la primera versión de este tema. No es una cuadro tenebrista, sino una escena nocturna, en la que el pintor sacraliza una escena cotidiana con elementos realistas, en un interior doméstico donde resaltan la paz y el silencio. La virgencita lleva una túnica —muy larga, habitual en Zurbarán— adornada de encajes en el cuello y los puños, del delicado color rosa-rojizo propio del pintor a partir de 1650, con hermosos pliegues muy ondulados. Sobre la túnica, un bello manto azul oscuro contribuye a dar una forma piramidal a la figura. Se ha quedado dormida mientras leía, apoya su brazo derecho sobre una silla, y está sentada sobre un gran cojín rojo, con una borla dorada. A la derecha —sobre una mesita— hay un hermoso bodegón, con un plato de peltre y con flores más o menos abiertas en un jarrón de porcelana china. Cada una representa una cualidad de la Virgen: rosa, amor, clavel, fidelidad, lirio, pureza. La mesita tiene un cajón abierto de frente. El rostro de la niña es de una gran dulzura. Está visto de frente, rodeado de un nimbo de cabecitas difuminadas de querubines y pintado a plena luz, de forma que sus mejillas sonrosadas parecen ser un eco del color de la túnica.

#### Procedencia
1. Comprada en el sur de Francia en los años cincuenta.[7]

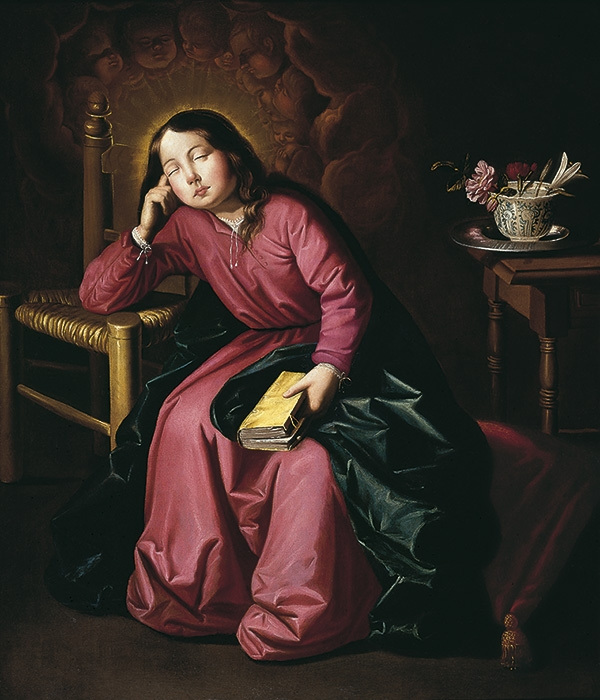
Versión de la Colección de Banco Santander

### Versión de la colección del Banco Santander

#### Datos técnicos y registrales
- Colección Banco Santander;
- Pintura al óleo sobre lienzo;
- Dimensiones: 110 x 93 cm;
- Datación: ca.1655 (ca. 1630-1635, según el Museo);[8]
- Restaurado en 2002 por Almudena Sánchez;
- Catalogado por O. Delenda con el número 238.[9]

#### Descripción de la obra
Se trata de una excelente réplica autógrafa del anterior, a la que copia literalmente, siendo de tamaño algo mayor. Se aprecia una ligera participación del taller.

#### Procedencia
1. Desconocida hasta su adquisición por el Banco Central Hispano.[11]

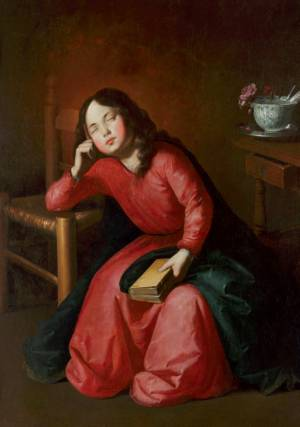
Versión de la Catedral de Jerez de la Frontera

### Versión de Jerez de la Frontera

#### Datos técnicos y registrales
- Actualmente en el Museo catedralicio de la Catedral de Jerez de la Frontera;
- Pintura al óleo sobre lienzo;
- Dimensiones: 109 x 90 cm;
- Datación: ca.1655-1660;
- Restaurada y reentelada en Madrid por el I.C.C.R.;[12]
- Catalogado por O. Delenda con el número 246 y por Tiziana Frati con el número 33.[13]

#### Descripción de la obra
Este lienzo fue publicado en 1928, señalando Matías Díaz Padrón su mal estado, con rasgones, resquebrajaduras y repintes. Fue restaurada y reentelada por el Instituto central de Restauración, en ocasión de la exposición de 1964-1965, revelándose su gran calidad. Esta versión difiere de las dos anteriores en que aquí la niña parece sentada en el suelo, en lugar de sobre un gran cojín rojo. La aureola alrededor de la cabeza está menos marcada, el cajón de la mesita no está abierto de frente, sino por el lado izquierdo, y existe un pequeño galón en el dobladillo del manto.

#### Procedencia
1. Jerez de la Frontera, colección Doña Catalina de Zurita y Riquelme, 1722;
2. Depositado en la Iglesia de San Dionisio, 1722;
3. Depositado en la colegiata (actual Catedral San Salvador de Jerez de la Frontera), 1756.[15]